# Elutrolampis vittatipennis
Elutrolampis vittatipennis är en insektsart som beskrevs av Marius Descamps 1978. Elutrolampis vittatipennis ingår i släktet Elutrolampis och familjen Romaleidae. Inga underarter finns listade i Catalogue of Life.